# Kościół Świętej Trójcy w Bogorii
Kościół Świętej Trójcy w Bogorii – rzymskokatolicki kościół parafialny znajdujący się w mieście Bogoria, w województwie świętokrzyskim. Należy do dekanatu Staszów diecezji sandomierskiej.

## Historia
Pozwolenie na budowę świątyni murowanej otrzymał od biskupa Andrzeja Stanisława Załuskiego, właściciel Bogorii, Michał Konarski. Kamień węgielny pod nowy kościół został poświęcony przez ówczesnego oficjała sandomierskiego księdza Andrzeja Potockiego. Świątynia została konsekrowana w 1778 roku przez biskupa sufragana diecezji krakowskiej dla okręgu lubelskiego Jana Kantego Lenczowskiego. 
W latach siedemdziesiątych XX wieku wnętrze świątyni zostało pomalowane. Następnie zainstalowano ogrzewanie, założono granitową posadzkę, wyremontowano elewację zewnętrzną oraz dachy częściowo pokryto blachą miedzianą. Od 1994 roku kontynuowano remont i reszta dachu została pokryta miedzianą blachą. Zamontowano także nowe dzwony i nadmuchowo-gazowe ogrzewanie budowli. Została odnowiona polichromia oraz wyremontowana zewnętrzna elewacja kościoła. 
W 2008 roku odnowiony został obraz Matki Bożej Pocieszenia. W dniu 11 maja tegoż roku odbyła się uroczysta reintronizacja wizerunku Matki Bożej Pocieszenia, zwanej Panią Bogoryjską. W tym roku również została odnowiona mensa ołtarzowa i tabernakulum. W następnym roku biskup sandomierski potwierdził dekretem, że bogoryjski kościół posiada godność Sanktuarium Matki Boskiej Pocieszenia. W listopadzie tegoż roku zakończono renowację ołtarza głównego świątyni. W dniu 29 sierpnia 2010 roku obraz Matki Bożej Pocieszenia został koronowany przez biskupa sandomierskiego Krzysztofa Nitkiewicza.

## Architektura
Świątynia została wybudowana w stylu barokowym i posiada rokokowe wyposażenie wnętrza.

## Galeria

### Architektura

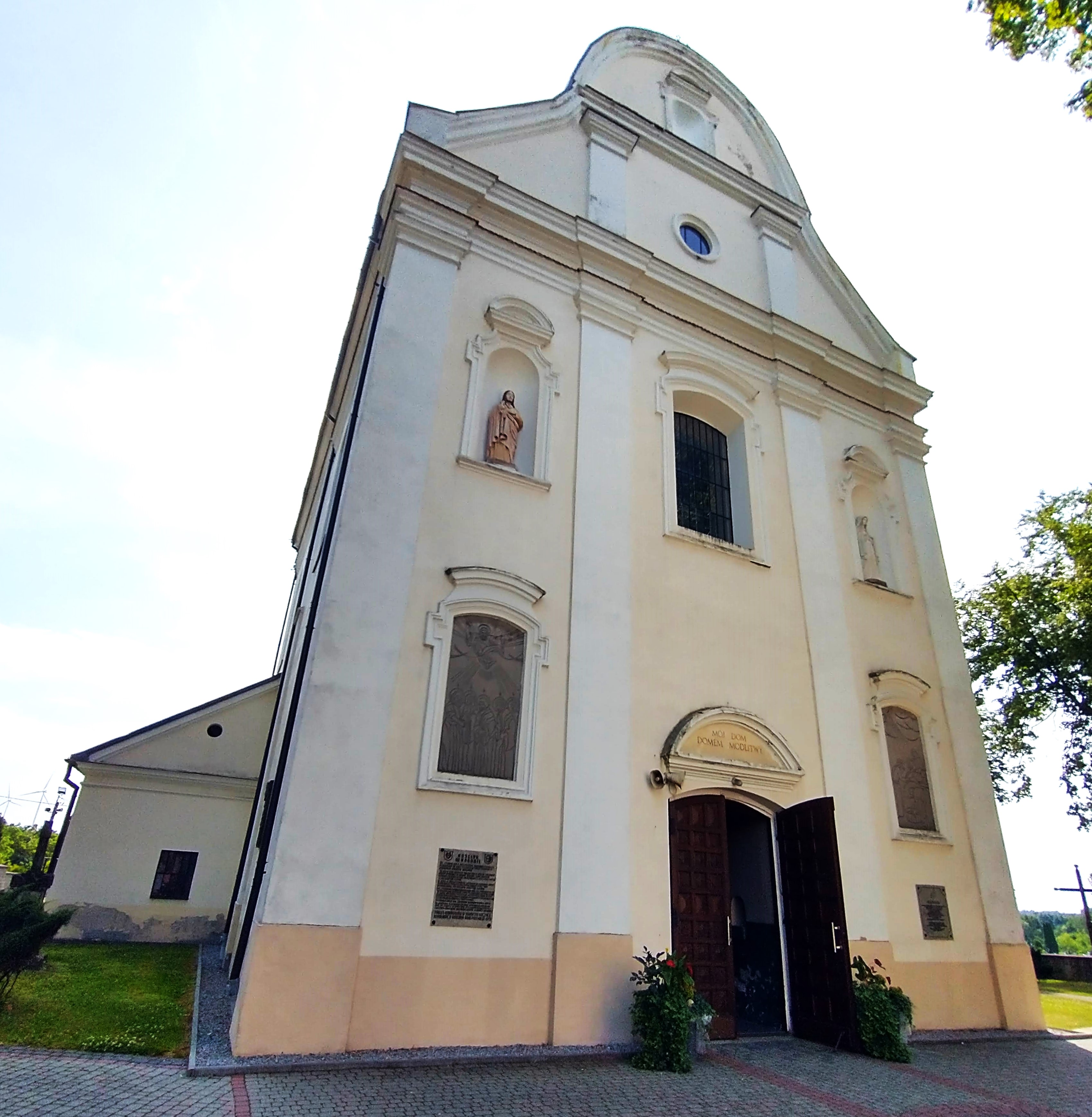
Fasada główna
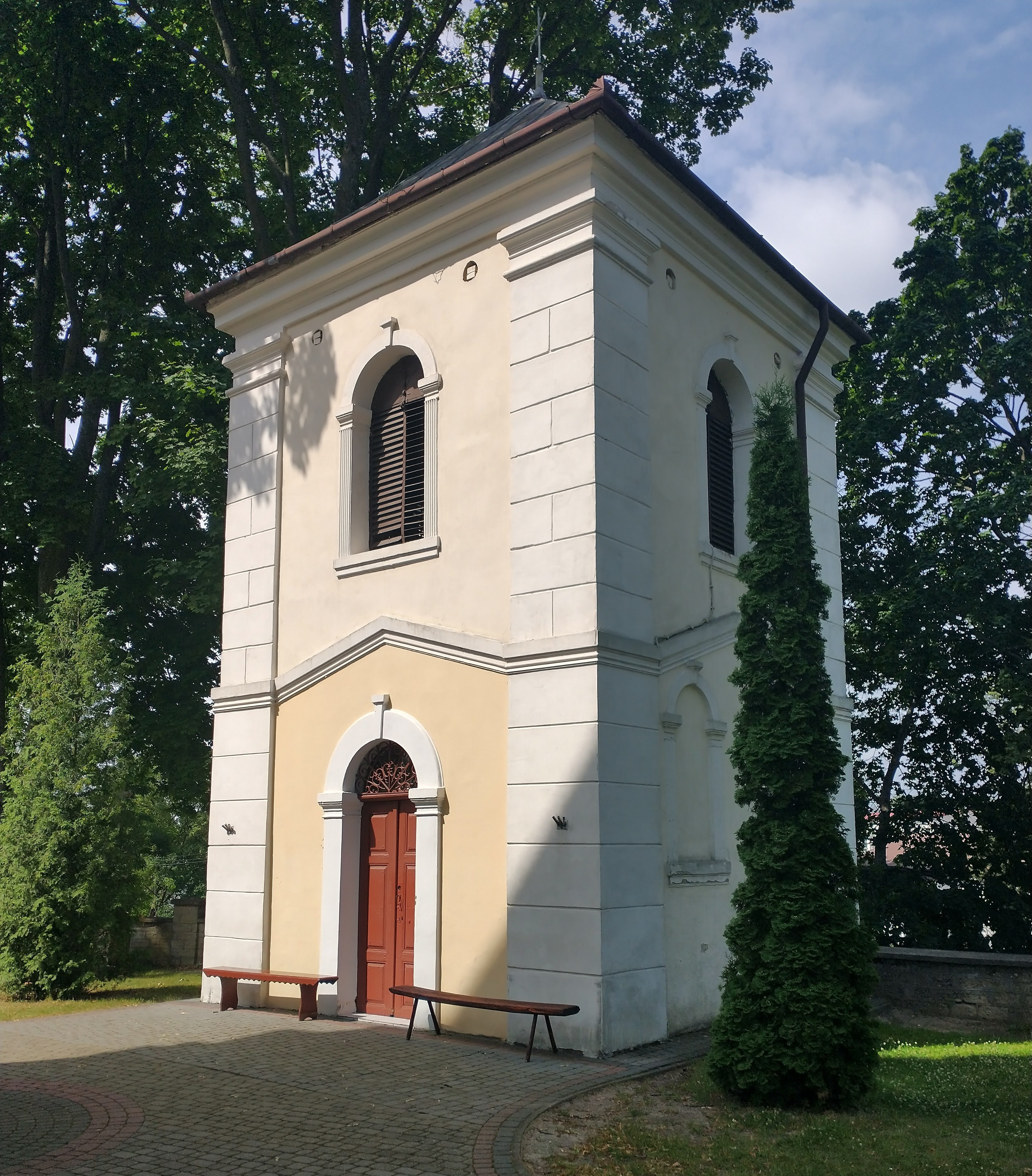
Dzwonnica
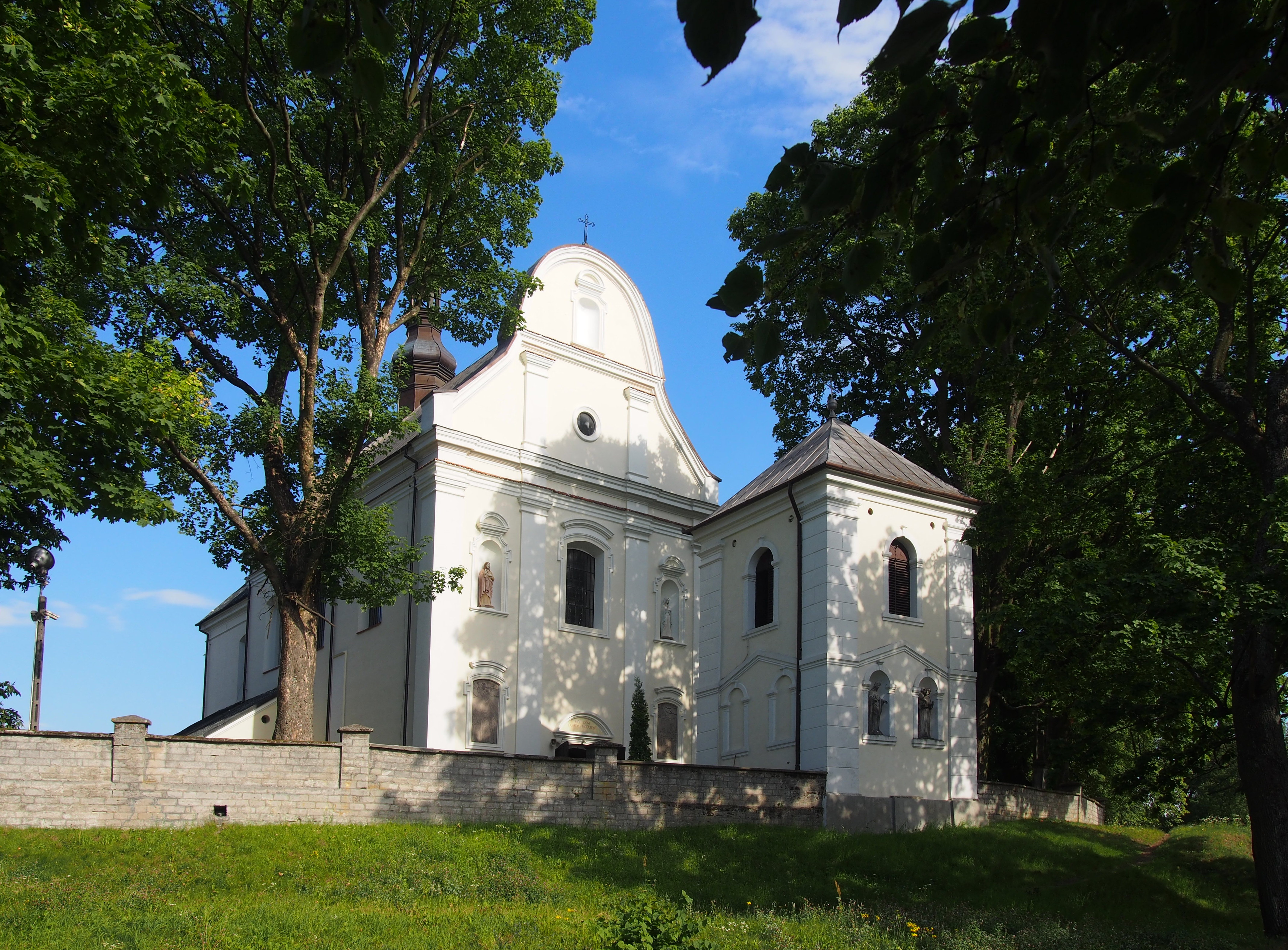
Zespół kościelny

### Wnętrze

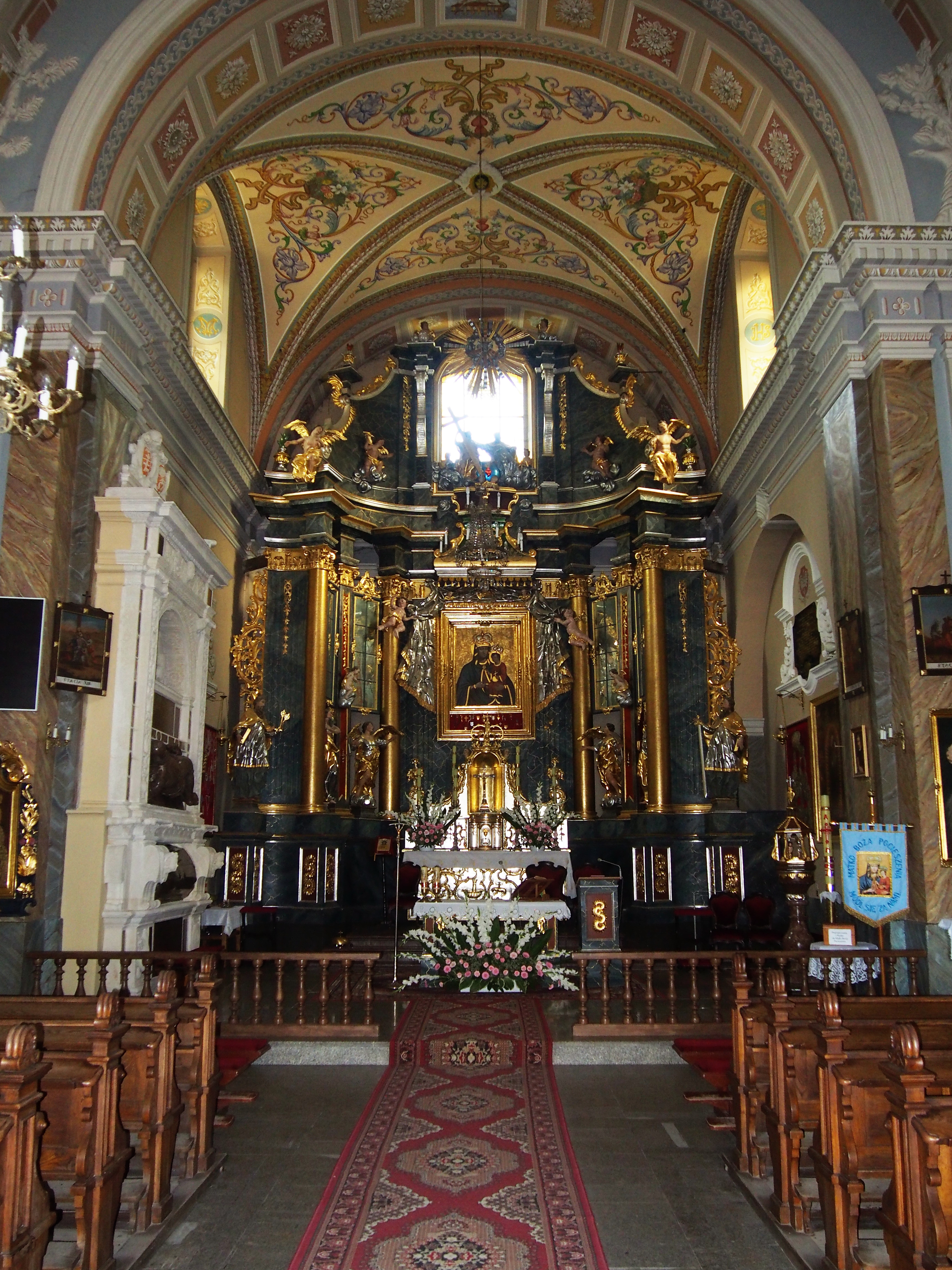
Wnętrze kościoła, 2015 r.
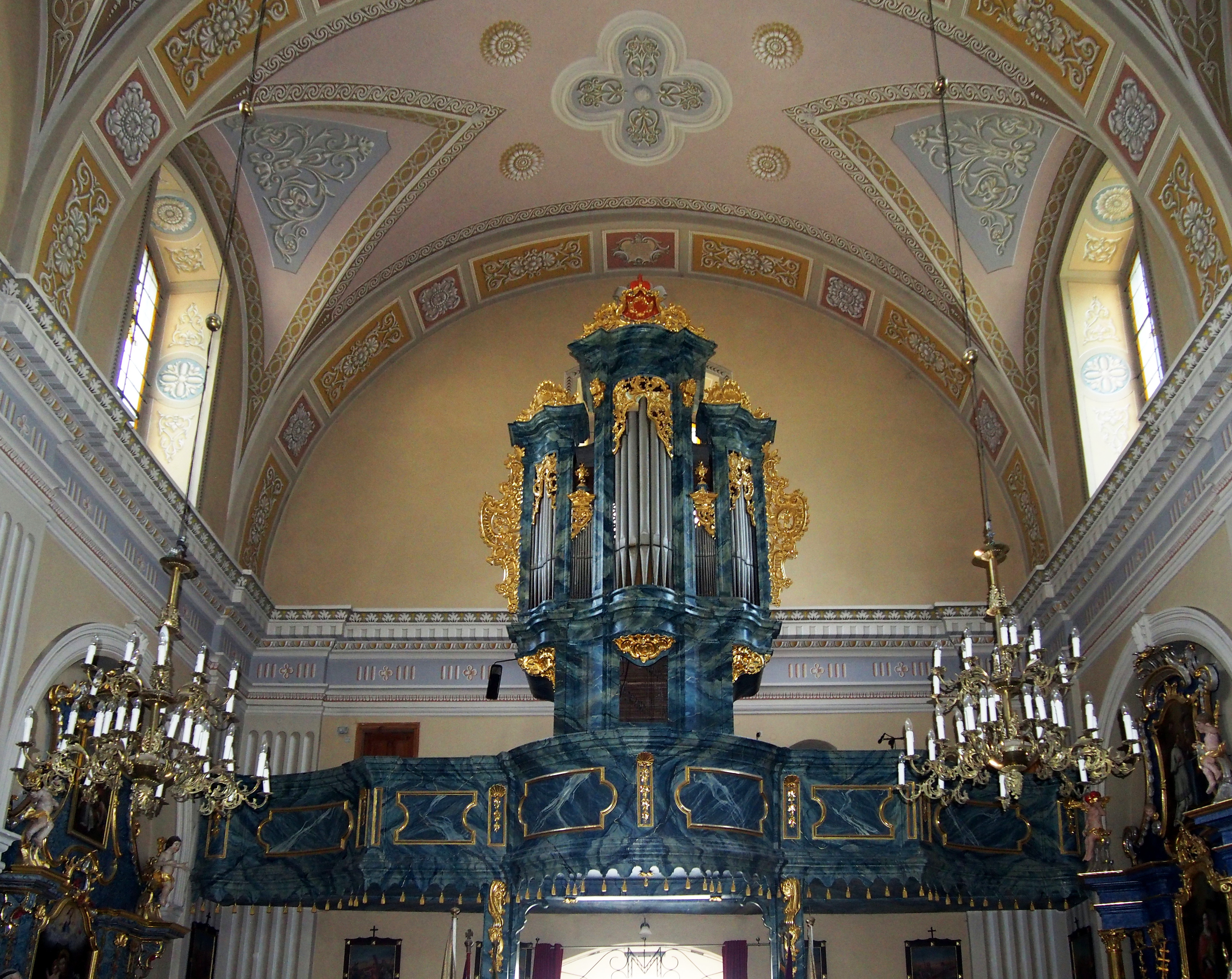
Organy
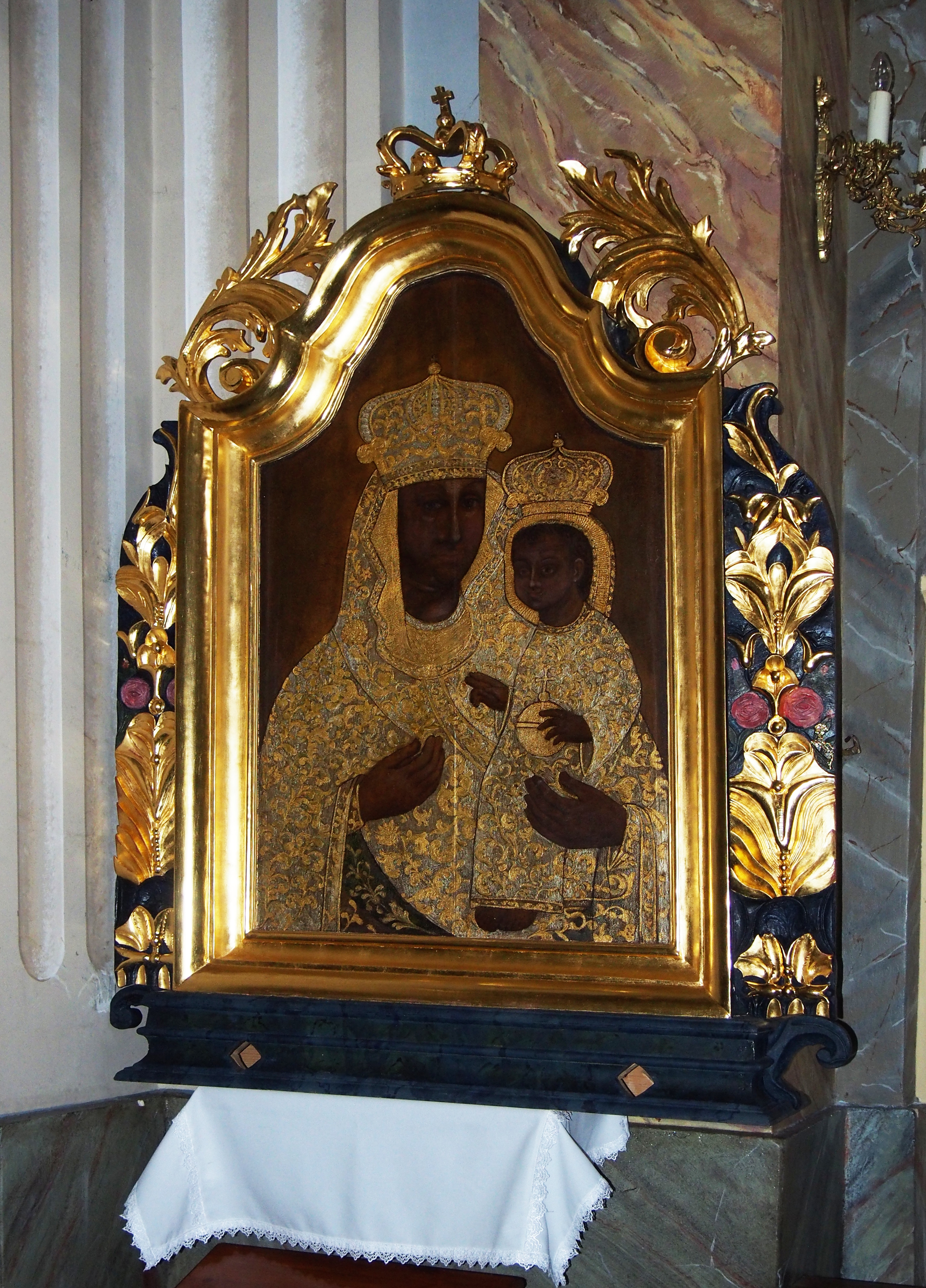